# Марковский источник информации
Марковский источник информации, или марковский источник, — это источник информации, поведение которого определяется стационарной цепью Маркова с конечным числом исходов.

## Формальное определение
Источник информации — это последовательность случайных величин, пробегающих конечный алфавит, распределение которых не меняется со временем.
Тогда марковский источник информации — это стационарная марковская цепь, вместе с функцией
{\displaystyle f:S\to \Gamma }
отображающей состояния S в буквы алфавита Г.
Унифилярный марковский источник — это марковский источник, для которого значения {\displaystyle f(s_{k})} различны всегда, когда состояния {\displaystyle s_{k}} достижимы за один шаг из общего исходного состояния. Унифилярные источники хороши тем, что многие их свойства могут быть изучены более легко, чем в общем случае.

## Применение
Марковские источники часто используются в теории передачи информации как модель передатчика. Также марковские источники используются в обработке естественного языка для распознавания скрытого значения текста. Задача распознавания марковской цепи по имеющемуся выводу марковского источника информации успешно решена методами скрытых марковских моделей, такими как алгоритм Витерби.